# Mad Max 2 (soundtrack)
Mad Max 2, ook bekend als The Road Warrior (Mad Max 2) is de originele soundtrack, gecomponeerd en gedirigeerd door Brian May voor de film Mad Max 2 uit 1981 van George Miller. Het album werd uitgebracht in 1982 door Varèse Sarabande.
May werd voor zijn werk aan Mad Max 2 in 1982 genomineerd voor de Australian Film Award voor beste originele muziek.

## Tracklijst
Alle muziek en teksten zijn geschreven door Brian May. 
| 1.                 | Montage/Main Title                                                                                  | 4:53 |
| 2.                 | Confrontation                                                                                       | 2:32 |
| 3.                 | Marauder's Massacre                                                                                 | 3:13 |
| 4.                 | Max Enters Compound                                                                                 | 4:08 |
| 5.                 | Gyro Saves Max                                                                                      | 3:55 |
| 6.                 | Break Out                                                                                           | 3:26 |
| 7.                 | Finale and Largo                                                                                    | 5:06 |
| 8.                 | End Title                                                                                           | 3:19 |
| 9.                 | SFX Suite (Boomerang Attack/Gyro Flight/The Big Rig Starts/Break Out/The Refinery Explodes/Reprise) | 4:36 |
| Totale duur: 35:08 | |      |